# 友部康志
友部 康志（ともべ やすし、1974年8月11日 - ）は、東京都出身の俳優。ジェイ・クリップ所属。

## 略歴
1997年、北区つかこうへい劇団第5期生として8年間在籍後ジェイ.クリップへ入所、現在に至る。舞台、および、ドラマ・TVCM等の実績を積み、現在へ至る。

## 出演

### 映画
- Cut（監督/アミール・ナデリ）
- 星になった少年（監督/河毛俊作）
- 力道山（監督/ソン・ヘソン）
- インプリント〜ぼっけえ、きょうてえ〜（監督/三池崇史）

### テレビドラマ
- 相棒ten 第13話「藍よりも青し」（2012年1月25日、テレビ朝日） - 真壁興産の社員 役
- アスコーマーチ（テレビ朝日）
- セレブと貧乏太郎（フジテレビ）
- 合い言葉は勇気（フジテレビ） - レギュラー
- アルジャーノンに花束を（フジテレビ） - 準レギュラー
- 新春ドラマスペシャル DOCTORS 最強の名医 2015（テレビ朝日） - 大野幸夫 役

### 舞台
- 熱海殺人事件〜ザ・ロンゲスト・スプリング（作・演出/つかこうへい）他

　北区つかこうへい劇団在籍中は全公演参加
- 東亜悲恋（作/和田憲明・演出/岡村俊一）青山劇場・シアタードラマシティ・韓国
- 歩兵の本領（原作/浅田次郎・演出/杉田成道）紀伊國屋サザンシアター
- 菜の花郵便局（原作/つかこうへい・構成・演出/吉田一人）滝野川会館
- しゃくなげの花（原作/石曽根有也・演出/ヤマモトカヅラ）銀座みゆき館劇場
- さくら色 オカンの嫁入り（原作/咲乃月音・脚本/赤澤ムック・演出/西川信廣）紀伊國屋サザンシアター
- 北区つかこうへい劇団解散公演「飛龍伝'80」紀伊國屋サザンシアター
- 「ロマンス」滝野川会館大ホール
- 劇団☆新感線2011年夏興行 いのうえ歌舞伎「髑髏城の七人」梅田芸術劇場・青山劇場
- 「とんかつロック」大阪松竹座 他[1]

### CM
- 日清食品・太麺堂々
- 明星食品・一平ちゃん
- ベネッセコーポレーション（監督/中野達仁）
- グラクソ・スミスクライン　ポリグリップ（監督/安藤博志）
- 日本宝くじ協会・スクラッチ（スチール）　他